# 阿尔比市政厅

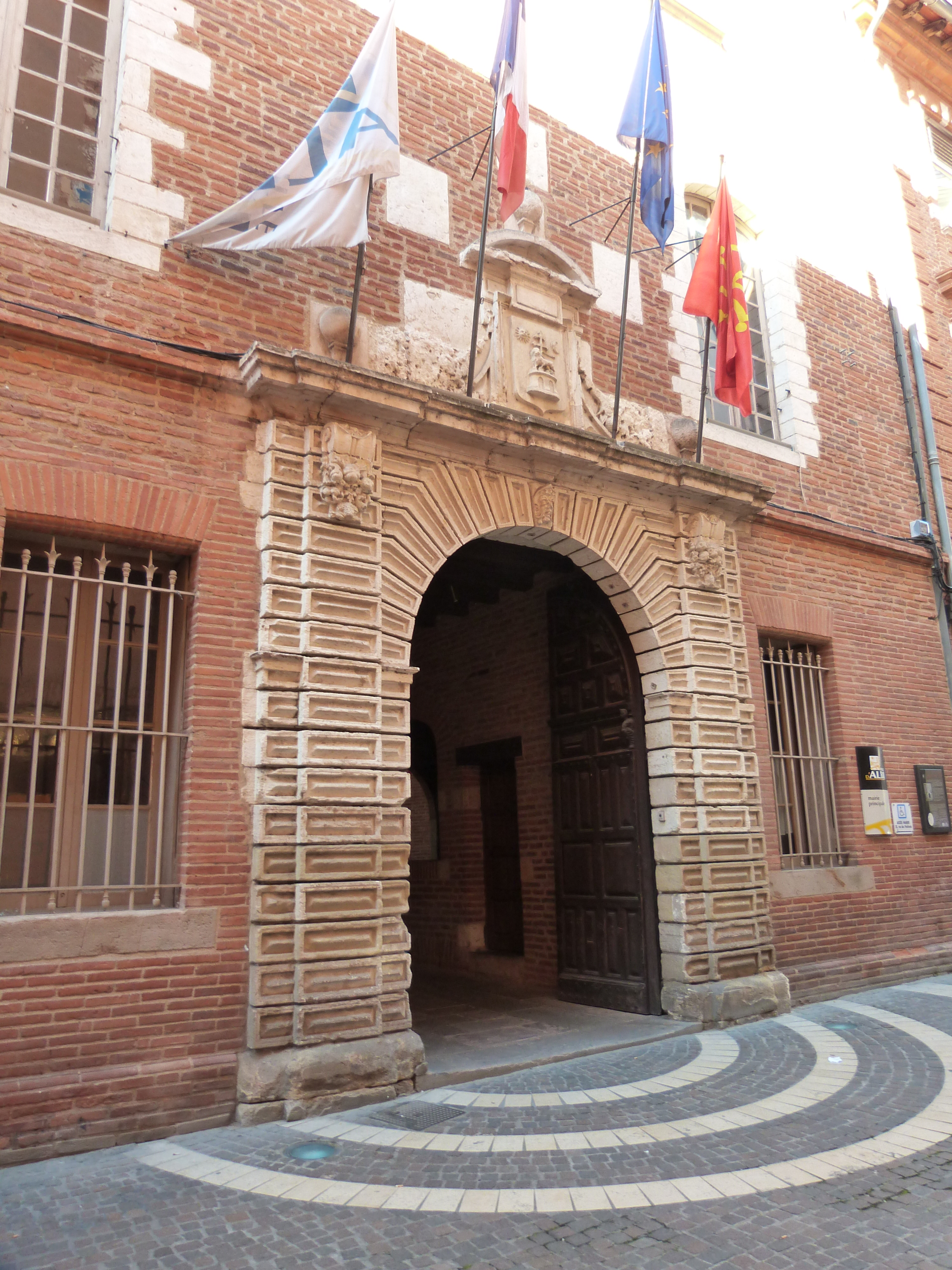

阿尔比市政厅（法语：Hôtel de ville d'Albi）是法国塔恩省阿尔比的一座历史建筑。
该建筑建于17世纪。1971年列为法国历史古迹。